# Mappia mexicana
Mappia mexicana är en tvåhjärtbladig växtart som beskrevs av Robinson & Greenm.. Mappia mexicana ingår i släktet Mappia och familjen Icacinaceae. Inga underarter finns listade i Catalogue of Life.